# Tsandi
Tsandi ist ein Dorf in der Region Omusati in Namibia mit rund 2600 Einwohnern (Stand 2923) auf 7,0325 km². Sie liegt 30 Kilometer südlich von Outapi und etwa 125 Kilometer von Oshakati entfernt. Tsandi liegt 1102 Meter über dem Meeresspiegel im gleichnamigen Wahlkreis. Tsandi liegt dabei auf einer, von flachen ephemerischen Wasserläufen (Oshanas) durchzogenen, Hochebene, am westlichen Rand des so genannten Oshana-Systems.
Tsandi verlor am 1. April 2015 den, am 15. Juli 1997 zugestandenen, offiziellen Status als Siedlung und wurde am gleichen Tag in den Status eines Dorfs erhoben.

## Kommunalpolitik
Bei den Kommunalwahlen 2015 trat neben der SWAPO keine weitere Partei an, so dass diese alle fünf Sitze im Kommunalrat erhielt.

## Wirtschaft und Infrastruktur
Innerhalb des gleichnamigen Wahlkreises ist nur der Ort Tsandi an das Elektrizitätsnetz des Landes angeschlossen. Ein Glasfaserkabel bindet den Ort an das namibische Telefonnetz an. Im Ort gibt es außerdem ein Postamt, eine Polizeistation, eine Tankstelle, ein Hotel, eine Bäckerei sowie zahlreiche Geschäfte und Supermärkte. Darüber hinaus sind lokale Zweigstellen zahlreicher nationaler Ministerien im Ort angesiedelt. Im Januar 2014 nahm eine örtliche Initiative die Herausforderung an, ein kommunales Kanalisationssystem zu installieren. Wann die Arbeiten abgeschlossen sein werden, ist unklar.

## Sehenswürdigkeiten
In Tsandi befindet sich die Residenz des Uukwaluudhi-Königs. Dieses Amt wird derzeit von König Shikongo Josea Taapopi bekleidet, dessen traditionelle Residenz heute besichtigt werden kann, während er selbst mittlerweile in einem soliden Steinhaus in der Nähe zu dieser traditionellen Residenz lebt (2005).

## Fotogalerie

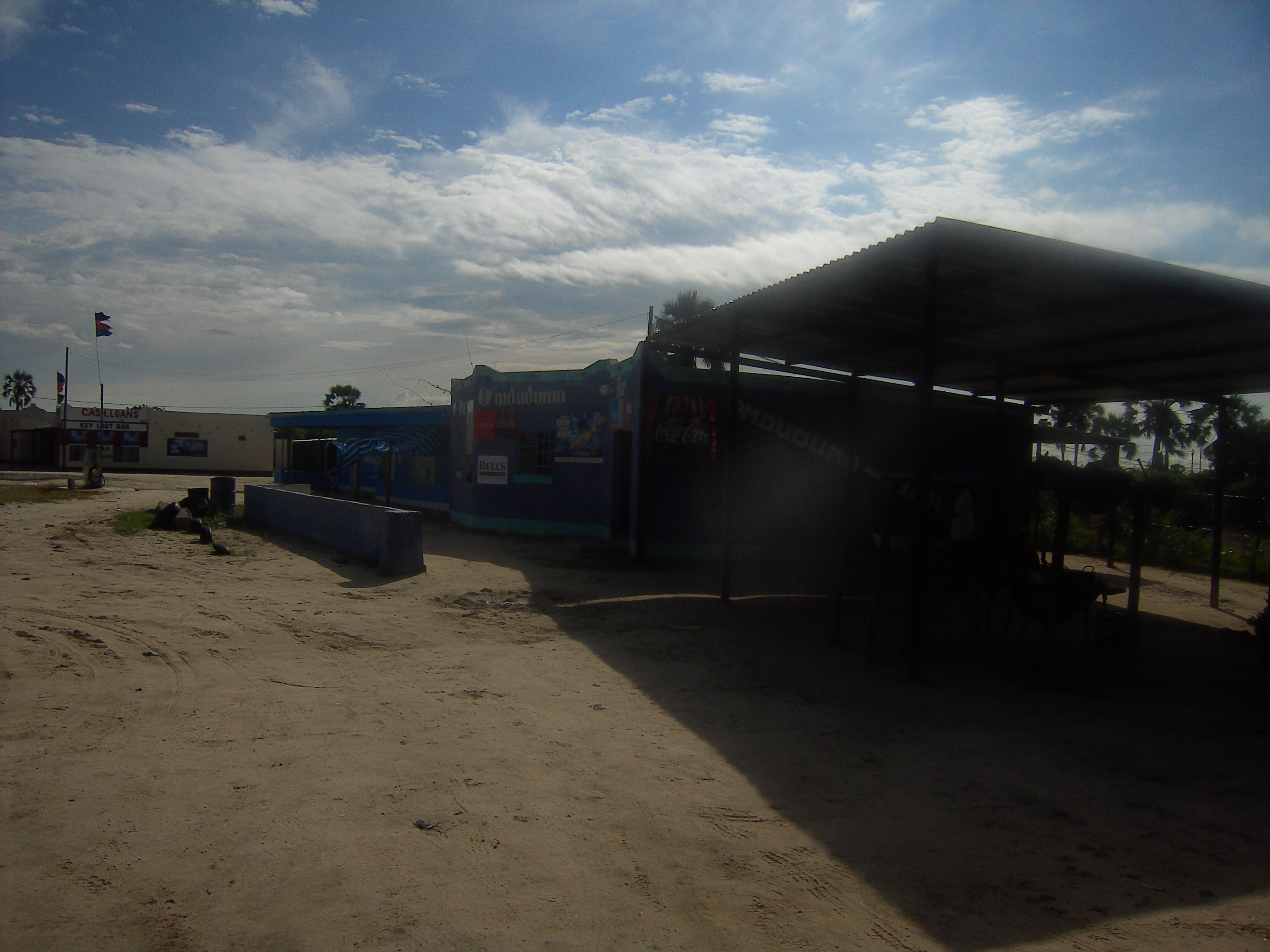
Shebeen in Tsandi
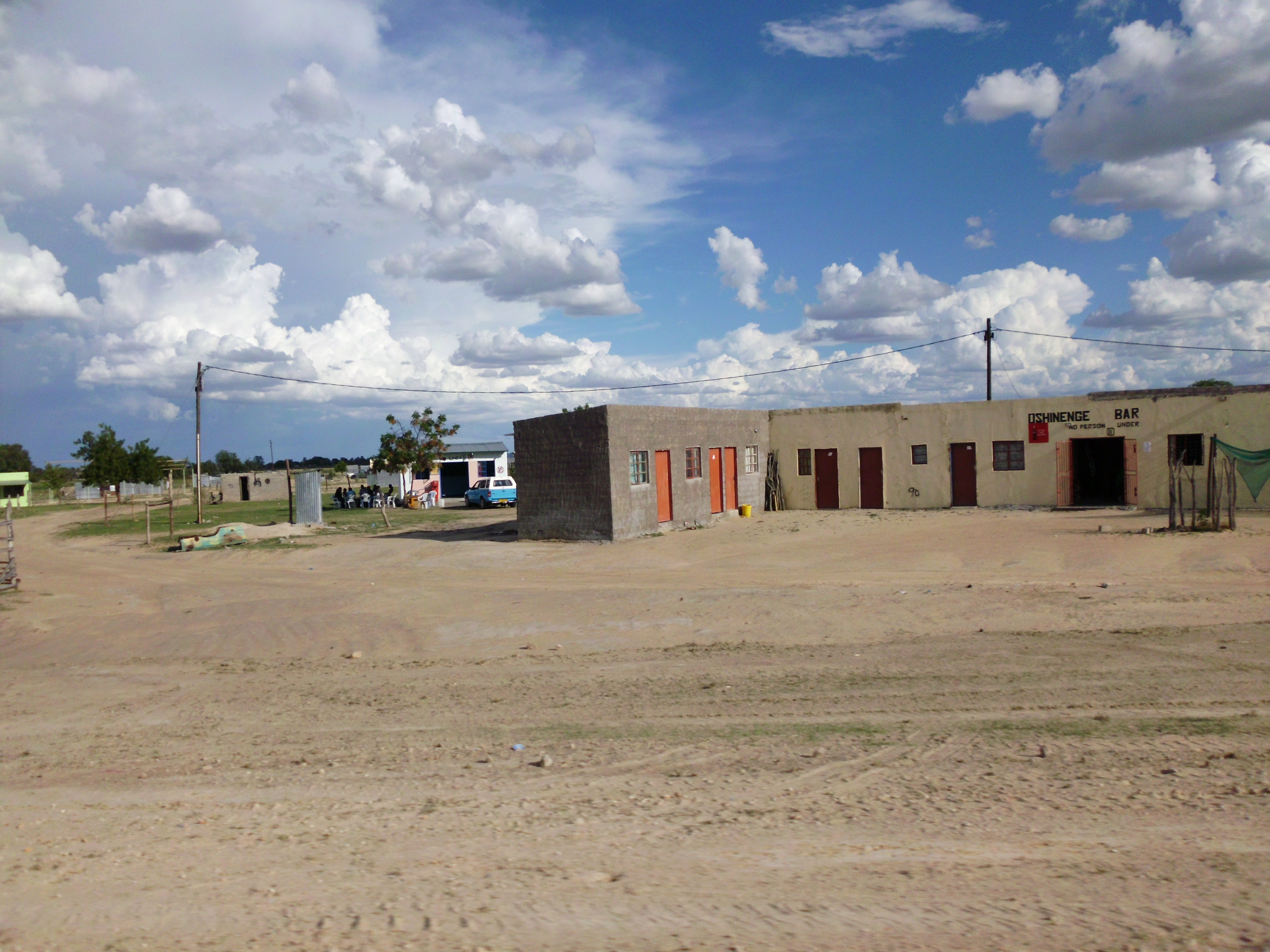
Shebeen in Tsandi
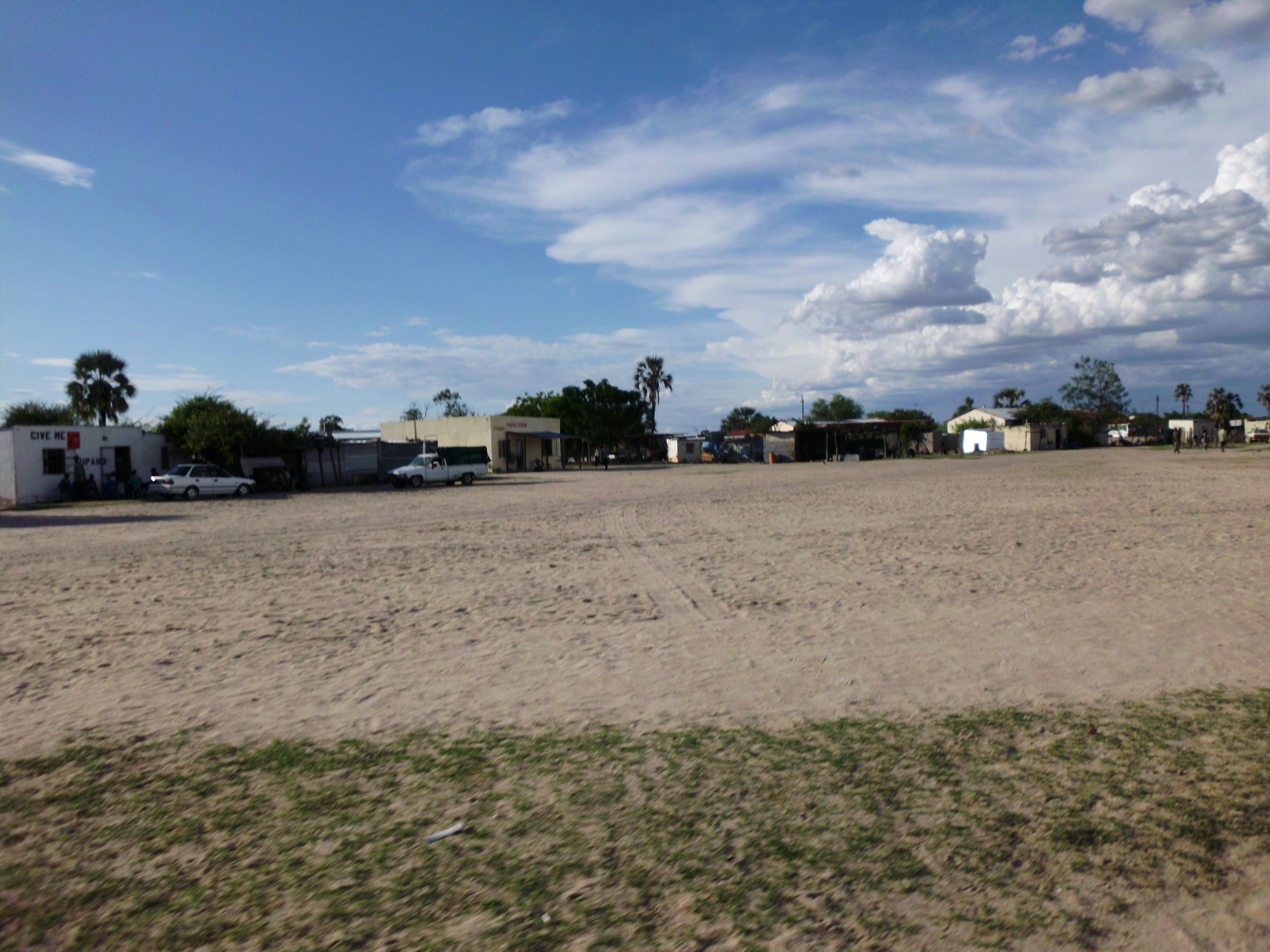
Tsandi etwas abseits der Hauptstraße